# Pseudopalaemon
Pseudopalaemon is een geslacht van kreeftachtigen uit de klasse van de Malacostraca (hogere kreeftachtigen).

## Soorten
- Pseudopalaemon amazonensis Ramos-Porto, 1979
- Pseudopalaemon bouvieri Sollaud, 1911
- Pseudopalaemon chryseus Kensley & Walker, 1982
- Pseudopalaemon funchiae García-Dávila & Magalhães, 2004
- Pseudopalaemon gouldingi Kensley & Walker, 1982
- Pseudopalaemon iquitoensis García-Dávila & Magalhães, 2004
- Pseudopalaemon nigramnis Kensley & Walker, 1982